# Tišina
Tišina este o localitate din comuna Tišina, Slovenia, cu o populație de 452 de locuitori.